# Herbie: Fully Loaded (banda sonora)
Herbie: Fully Loaded es el álbum es el soundtrack de la película Herbie Fully Loaded (protagonizada por Lindsay Lohan) lanzado el 21 de junio de 2005. Incluye el tercer sencillo de Lohan, "First", y remakes de canciones clásicas por próximos artistas de Hollywood Records como Aly & AJ, Caleigh Peters, Ingram Hill y Josh Kelley, y grandes nombres como Lionel Richie y Mark McGrath. El álbum, sin embargo, no contiene ninguna de partitura original de la película de Mark Mothersbaugh.

## Lista de canciones
1. Lindsay Lohan - "First"
2. The Beach Boys - "Getcha Back"
3. Aly & AJ - "Walking On Sunshine"
4. Caleigh Peters – "Fun, Fun, Fun"
5. Pilot - "Magic"
6. Loverboy - "Working For the Weekend"
7. The Donnas – "Roll On Down the Highway"
8. Sol Seppy - "Nice car"
9. Steppenwolf - "Born to Be Wild"
10. Ingram Hill – "More Than A Feeling"
11. Rooney - "Metal Guru"
12. Josh Kelley - "You Are The Woman"
13. Lionel Richie - "Hello"
14. Mavin - "Welcome To My World"
15. Van Halen – "Jump"
16. Black Smoke Organization - "Herbie Fully Loaded Remix "
17. Black Smoke Organization – "Herbie VS Nascar"